# نيل كندريك
نيل كندريك (11 نوفمبر 1967 في المملكة المتحدة - ) (بالإنجليزية: Neil Kendrick)‏ هو لاعب كريكت بريطاني. لعب مع نادي مقاطعة سري للكريكت ‏ ونادي مقاطعة غلاموركن للكريكت ‏ وBerkshire County Cricket Club ‏ وSurrey Cricket Board ‏.